# Norbert Elias
Norbert Elias (1897. – 1990.) je bio njemački sociolog židovskog podrijetla koji je glavninu svog života proveo u Engleskoj. Studirao je medicinu i psihologiju. No, doktorirao je filozofiju. Nekoliko je godina radio na Frankfurtskom institutu. Međutim, morao ga je napustiti 1933. godine zbog širenja nacizma. Družio se s Pierreom Bourdieuom.
Umro je u Amsterdamu, i dalje marljivo radeći.

## Djela
O procesu civilizacije je njegova kapitalna knjiga. Napisao ju je u izbjeglištvu u Parizu. Prvi put je objavljena 1939. godine u Švicarskoj.
Ostala djela:
- Dvorsko društvo. Analiza sociologije kraljevstva dvorske aristokracije, 1969. godine
- Što je sociologija?, 1970. godine
- O vremenu, 1984. godine
- Društvo individua, 1987. godine

Napisao ih je još nekolicinu, od kojih su neka objavljena tek nakon njegove smrti. Prvenstveno su izdane na njemačkom jeziku. Tek krajem šezdesetih godina 20. stoljeća njegov rad dobiva pozornost šire javnosti popraćenu brojnim nagradama i priznanjima.

## O procesu civilizacije
Elias se u ovom djelu posvetio istraživanju europskog društva između 13. i 19. stoljeća, usredotočivši se na svakodnevna ljudska ponašanja i manire. Povezao ih je s rastućim mehanizmima samokontrole, srama i mučnine od kasnoga srednjega vijeka i rane renesanse. Naime, uočio je da su se kroz povijesna razdoblja mijenjala pravila ponašanja. Najobičniji primjer za to bi bili maniri za stolom koji su se promijenili od srednjovjekovnog čovjeka u 13. stoljeću do suvremenoga čovjeka danas. Također, povezao je socioekonomski status s načinom udvaranja: viteško je udvaranje nastupilo ako bi žena bila višeg društvenog ranga od muškarca koji joj se udvara.
Dakle, Elias je zaključio da su se ljudi polako i postupno kroz stoljeća učili civiliziranom ponašanju.
U svom je djelu Elias obradio pojam civilizacije kao specifične promjene u ljudskom ponašanju sukladno s društvenim ustrojem, oblikom integracija i međuljudskim odnosima. Razlikuje pojmove kulture i civilizacije te smatra da kultiviranost predstavlja najviši oblik civiliziranosti: oblik ponašanja, psotignuta kvaliteta izražavanja, maniri, odijevanje. Kontekstualizira distinkciju između kulture i civilizacije, namijenivši kulturu njemačkom građanstvu koji su pripadnici zemlje koja se kasno ujedinila, a civilizaciju Engleskoj i Francuskoj kao stare nacije.
Elias je također istaknuo sljedeće: o napretku civilizacije ovise i potrebe čovjeka za samokontrolom. Suvremeni pojedinac ima sve više razloga za sram.